# أليس جاكوب
أليس جاكوب (بالإنجليزية: Alice Jacob)‏ (26 يناير 1862-31 يوليو 1921) هي مصورة نبات آيرلندية، مصممة الدانتيل، ومعلمة التصميم.

## حياتها
ولدت أليس جاكوب في عام 1862 في نيوزيلندا، وتعود أصولها إلى الآباء الأيرلنديين. عادت عائلتها إلى أيرلندا في عام 1871 للعيش في دبلن. كانت عائلتها كويكرز، ووالدها أنطوني بيم يعقوب يدير فندق تمرينس في شارع توماس 88. التحقت أليس بمدرسة دبلن متروبوليتان للفنون (DMSA)، وحصلت على منحة جيلكريست الاستئمانية في عام 1882 والمنحة الجامعية في عام 1888.توفيت في دبلن في 31 يوليو 1921.

## مهنة الفن
كانت أليس يعقوب فنانة ناجحة ومعروفة في وقتها. فازت في مسابقة الصناعات الفنية في الجمعية الملكية في دبلن معرض الخيل في عام 1890. وفي عام 1891، منحتها جمعية كيرل في لندن جائزة عن الفريز الذي رسمته. وقد ظهر عملها في معارض الفنون النسوية في باريس بين عامي 1891 و1893. قامت بتصميم ورسم مجموعة من الخزف بيلييك للدكتور بيرسيفال رايت «أستاذ علم النبات في كلية الثالوث (دبلن)». وقد اختارت الحكومة الهنغارية عملها في عام 1898 لعرضها في المتحف الجديد للفنون الصناعية في بودابست. بعد أن عملت في مدرسة الفلين للفنون والتقنية راثولغم، وقد عينت كمعلمة للتصميم والزخرفة في عام 1898.تعاونت مع القس نادي هايز في إنتاج الرسوم التوضيحية لكتاب مفيد من البستنة"مقدمة لنظرية وممارسة البستنة".وكانت في المقام الأول مصممة للدانتيل، أصبحت راسخة جداً في هذا المجال قبل عام 1900. ووجه الكثير من عملها على دراساتها النباتية، مع عناصر مدمجة في تصاميم الدانتيل، دمشقي الأزهار، والتطريز، الكروشيه، ورسمة الحرير. وفازت بجائزة مكررة في لندن، وكانت جزءاً من حركة لرفع مكانة الحرف في عالم الفن.